# هاستينغز يونايتد
هاستينغز يونايتد (بالإنجليزية: .Hastings United F.C)‏ المعروف سابقًا باسم هاستينغز تاون (بالإنجليزية: Hastings Town)‏، هو نادي كرة قدم إنجليزي شبه محترف مقره في هيستينغز، شرق ساسكس.